# Почепский уезд
По́чепский уезд — административно-территориальная единица, существовавшая в 1918—1929 годах и входившая последовательно в Черниговскую, Гомельскую, Брянскую губернию. Центр — город Почеп.

## История
Почепский уезд был образован 21 января 1918 года в составе Черниговской губернии из части территории Мглинского уезда (первоначально — в составе Алексеевской, Васьковской, Воробейнской, Ивайтёнской, Котляковской, Краснорогской, Краснослободской, Кульневской, Почепской и Старосельской волостей). Постановлением НКВД от 9 июля 1919 года, северные уезды Черниговской губернии были переданы в состав новообразованной Гомельской губернии РСФСР; при этом Почепский уезд предписывалось ликвидировать. По-видимому, ликвидация уезда не была произведена, так как 31 августа того же года последовало постановление объединенного Мглинского и Почепского уездного съезда Советов о слиянии этих уездов и образовании единого Почепского уезда «с районом во Мглине». Однако, 22 октября 1920 года вновь был восстановлен самостоятельный Мглинский уезд, который существовал до 4 мая 1922 года, когда его территория была окончательно разделена между Почепским и Клинцовским уездами Гомельской губернии; при этом к Почепскому уезду были присоединены Романовская, Балыкская и Шумаровская волости.
5 мая 1923 года Почепский уезд был передан в состав Брянской губернии, а в 1924 году в его состав вошла почти вся территория упразднённого Трубчевского уезда. В том же 1924 году Кульневская и частично Уручьенская волости были переданы в состав Бежицкого уезда.
В результате укрупнения волостей, с 1924 года территориальное деление Почепского уезда выглядело следующим образом:
- Балыкская волость
- Плюсковская волость
- Почепская волость
- Старосельская волость
- Трубчевская волость
- Шумаровская волость

В 1927 году Шумаровская волость была передана в Клинцовский уезд и присоединена к Мглинской волости.
В связи с введением новых административно-территориальных единиц (областей и районов), в 1929 году Почепский уезд был упразднён.
Ныне вся территория бывшего Почепского уезда входит в состав Брянской области.